# Mark McKenzie
Mark McKenzie (New York, 25 febbraio 1999) è un calciatore statunitense, difensore del Tolosa e della nazionale statunitense.

## Caratteristiche tecniche
È un difensore centrale.

## Carriera

### Club
Il 7 gennaio 2021 si accasa ai belgi del Genk.

### Nazionale
Nel 2018 con la nazionale Under-20 statunitense ha preso parte al Campionato nordamericano Under-20 2018.
Il 1º febbraio 2020 esordisce in nazionale maggiore nell'amichevole vinta 1-0 contro la Costa Rica.

## Statistiche

### Presenze e reti nei club
Statistiche aggiornate al 20 giugno 2025.
| Stagione                  | Squadra                   | Campionato                | Campionato | Campionato | Coppe nazionali | Coppe nazionali | Coppe nazionali | Coppe continentali | Coppe continentali | Coppe continentali | Altre coppe | Altre coppe | Altre coppe | Totale | Totale |
| Stagione                  | Squadra                   | Comp                      | Pres       | Reti       | Comp            | Pres            | Reti            | Comp               | Pres               | Reti               | Comp        | Pres        | Reti        | Pres   | Reti   |
| ------------------------- | ------------------------- | ------------------------- | ---------- | ---------- | --------------- | --------------- | --------------- | ------------------ | ------------------ | ------------------ | ----------- | ----------- | ----------- | ------ | ------ |
| 2016                      | Bethlehem Steel           | USL                       | 3          | 0          | -               | -               | -               | -                  | -                  | -                  | -           | -           | -           | 3      | 0      |
| 2017                      | Bethlehem Steel           | USL                       | 6          | 0          | -               | -               | -               | -                  | -                  | -                  | -           | -           | -           | 6      | 0      |
| 2018                      | Bethlehem Steel           | USL                       | 2          | 0          | -               | -               | -               | -                  | -                  | -                  | -           | -           | -           | 2      | 0      |
| 2019                      | Bethlehem Steel           | USL                       | 6          | 0          | -               | -               | -               | -                  | -                  | -                  | -           | -           | -           | 6      | 0      |
| Totale Bethlehem Steel    | Totale Bethlehem Steel    | Totale Bethlehem Steel    | 17         | 0          |                 | -               | -               |                    | -                  | -                  |             | -           | -           | 17     | 0      |
| 2018                      | Philadelphia Union        | MLS                       | 19+1       | 0          | USC             | 3               | 0               | -                  | -                  | -                  | -           | -           | -           | 23     | 0      |
| 2019                      | Philadelphia Union        | MLS                       | 7+2        | 0          | USC             | 1               | 0               | -                  | -                  | -                  | -           | -           | -           | 10     | 0      |
| 2020                      | Philadelphia Union        | MLS                       | 19+1       | 2          | -               | -               | -               | -                  | -                  | -                  | MiB         | 6           | 0           | 26     | 2      |
| Totale Philadelphia Union | Totale Philadelphia Union | Totale Philadelphia Union | 49         | 2          |                 | 4               | 0               |                    | -                  | -                  |             | 6           | 0           | 59     | 2      |
| gen.-giu. 2021            | Genk                      | D1                        | 8+5        | 0          | CB              | 3               | 0               | -                  | -                  | -                  | -           | -           | -           | 16     | 0      |
| 2021-2022                 | Genk                      | D1                        | 18+4       | 0          | CB              | 2               | 0               | UCL+UEL            | 0+3                | 0+0                | SB          | 1           | 0           | 28     | 0      |
| 2022-2023                 | Genk                      | D1                        | 30+6       | 1+3        | CB              | 3               | 0               | -                  | -                  | -                  | -           | -           | -           | 39     | 4      |
| 2023-2024                 | Genk                      | D1                        | 21+11      | 0          | CB              | 2               | 0               | UCL+UEL+UECL       | 2+2+6              | 0+0+1              | -           | -           | -           | 44     | 1      |
| ago. 2024                 | Genk                      | D1                        | 1          | 0          | CB              | -               | -               | -                  | -                  | -                  | -           | -           | -           | 1      | 0      |
| Totale Genk               | Totale Genk               | Totale Genk               | 104        | 4          |                 | 10              | 0               |                    | 13                 | 1                  |             | 1           | 0           | 128    | 5      |
| 2024-2025                 | Tolosa                    | L1                        | 30         | 1          | CF              | 3               | 0               | -                  | -                  | -                  | -           | -           | -           | 33     | 1      |
| Totale carriera           | Totale carriera           | Totale carriera           | 200        | 7          |                 | 17              | 0               |                    | 13                 | 1                  |             | 7           | 0           | 237    | 8      |

### Cronologia presenze e reti in nazionale
| Cronologia completa delle presenze e delle reti in nazionale ― Stati Uniti | Cronologia completa delle presenze e delle reti in nazionale ― Stati Uniti | Cronologia completa delle presenze e delle reti in nazionale ― Stati Uniti | Cronologia completa delle presenze e delle reti in nazionale ― Stati Uniti | Cronologia completa delle presenze e delle reti in nazionale ― Stati Uniti | Cronologia completa delle presenze e delle reti in nazionale ― Stati Uniti | Cronologia completa delle presenze e delle reti in nazionale ― Stati Uniti | Cronologia completa delle presenze e delle reti in nazionale ― Stati Uniti |
| Data                                                                       | Città                                                                      | In casa                                                                    | Risultato                                                                  | Ospiti                                                                     | Competizione                                                               | Reti                                                                       | Note                                                                       |
| -------------------------------------------------------------------------- | -------------------------------------------------------------------------- | -------------------------------------------------------------------------- | -------------------------------------------------------------------------- | -------------------------------------------------------------------------- | -------------------------------------------------------------------------- | -------------------------------------------------------------------------- | -------------------------------------------------------------------------- |
| 1-2-2020                                                                   | Carson                                                                     | Stati Uniti                                                                | 1 – 0                                                                      | Costa Rica                                                                 | Amichevole                                                                 | -                                                                          | 62’                                                                        |
| 9-12-2020                                                                  | Miami                                                                      | Stati Uniti                                                                | 6 – 0                                                                      | El Salvador                                                                | Amichevole                                                                 | -                                                                          |                                                                            |
| 30-5-2021                                                                  | San Gallo                                                                  | Svizzera                                                                   | 2 – 1                                                                      | Stati Uniti                                                                | Amichevole                                                                 | -                                                                          |                                                                            |
| 3-6-2021                                                                   | Denver                                                                     | Stati Uniti                                                                | 1 – 0                                                                      | Honduras                                                                   | CONCACAF Nations League 2019-2020 - Semifinale                             | -                                                                          | 84’                                                                        |
| 6-6-2021                                                                   | Denver                                                                     | Stati Uniti                                                                | 3 – 2 dts                                                                  | Messico                                                                    | CONCACAF Nations League 2019-2020 - Finale                                 | -                                                                          | 86’                                                                        |
| 9-6-2021                                                                   | Sandy                                                                      | Stati Uniti                                                                | 4 – 0                                                                      | Costa Rica                                                                 | Amichevole                                                                 | -                                                                          | 46’                                                                        |
| 8-9-2021                                                                   | San Pedro Sula                                                             | Honduras                                                                   | 1 – 4                                                                      | Stati Uniti                                                                | Qual. Mondiali 2022                                                        | -                                                                          |                                                                            |
| 10-10-2021                                                                 | Panama                                                                     | Panama                                                                     | 1 – 0                                                                      | Stati Uniti                                                                | Qual. Mondiali 2022                                                        | -                                                                          |                                                                            |
| 23-9-2022                                                                  | Düsseldorf                                                                 | Giappone                                                                   | 2 – 0                                                                      | Stati Uniti                                                                | Amichevole                                                                 | -                                                                          | 46’                                                                        |
| 27-9-2022                                                                  | Murcia                                                                     | Arabia Saudita                                                             | 0 – 0                                                                      | Stati Uniti                                                                | Amichevole                                                                 | -                                                                          | 59’                                                                        |
| 24-3-2023                                                                  | Saint George's                                                             | Grenada                                                                    | 1 – 7                                                                      | Stati Uniti                                                                | CONCACAF Nations League 2022-2023 - 1º turno                               | -                                                                          |                                                                            |
| 9-9-2023                                                                   | St. Louis                                                                  | Stati Uniti                                                                | 3 – 0                                                                      | Uzbekistan                                                                 | Amichevole                                                                 | -                                                                          | 64’                                                                        |
| 12-9-2023                                                                  | Saint Paul                                                                 | Stati Uniti                                                                | 4 – 0                                                                      | Oman                                                                       | Amichevole                                                                 | -                                                                          | 71’                                                                        |
| 10-9-2024                                                                  | Cincinnati                                                                 | Stati Uniti                                                                | 1 – 1                                                                      | Nuova Zelanda                                                              | Amichevole                                                                 | -                                                                          |                                                                            |
| 12-10-2024                                                                 | Austin                                                                     | Stati Uniti                                                                | 2 – 0                                                                      | Panama                                                                     | Amichevole                                                                 | -                                                                          |                                                                            |
| 14-11-2024                                                                 | Kingston                                                                   | Giamaica                                                                   | 0 – 1                                                                      | Stati Uniti                                                                | CONCACAF Nations League 2024-2025 - Quarti di finale                       | -                                                                          |                                                                            |
| 18-11-2024                                                                 | Saint Louis                                                                | Stati Uniti                                                                | 4 – 2                                                                      | Giamaica                                                                   | CONCACAF Nations League 2024-2025 - Quarti di finale                       | -                                                                          |                                                                            |
| 20-3-2025                                                                  | Inglewood                                                                  | Stati Uniti                                                                | 0 – 1                                                                      | Panama                                                                     | CONCACAF Nations League 2024-2025 - Semifinale                             | -                                                                          | 79’                                                                        |
| 23-3-2025                                                                  | Inglewood                                                                  | Canada                                                                     | 2 – 1                                                                      | Stati Uniti                                                                | CONCACAF Nations League 2024-2025 - Finale 3º posto                        | -                                                                          |                                                                            |
| 7-6-2025                                                                   | East Hartford                                                              | Stati Uniti                                                                | 1 – 2                                                                      | Turchia                                                                    | Amichevole                                                                 | -                                                                          | 46’                                                                        |
| 10-6-2025                                                                  | Nashville                                                                  | Stati Uniti                                                                | 0 – 4                                                                      | Svizzera                                                                   | Amichevole                                                                 | -                                                                          |                                                                            |
| 15-6-2025                                                                  | San Jose                                                                   | Stati Uniti                                                                | 5 – 0                                                                      | Trinidad e Tobago                                                          | Gold Cup 2025 - 1º turno                                                   | -                                                                          | 74’                                                                        |
| Totale                                                                     |                                                                            | Presenze                                                                   | 22                                                                         |                                                                            | Reti                                                                       | 0                                                                          |                                                                            |

## Palmarès

### Club

#### Competizioni nazionali
- MLS Supporters' Shield: 1

Philadelphia Union: 2020
- Coppa del Belgio: 1

Genk: 2020-2021

### Nazionale
- CONCACAF Nations League: 2

2019-2020, 2023-2024

### Individuale
- MLS Best XI: 1

2020